# 丶部
丶部（ちゅぶ）は、漢字を部首によって分類したグループの一つ。

## 概要
「丶」は火の粉・水滴・砂粒といった小さい物体の象形として多くの字に含まれているが、「小」「火」のように楷書字形には残っていなかったり残っていたとしても別の部首字とされたりする事が多く、「丶部」には「丶」を意符として含む字はそれほど収録されていない。多くは「丶」を筆画としてもつ漢字が収録されている。筆画としては「点」（テン）であり、永字八法の「側」である。
UnicodeのCJK部首補助では、部首としての「丶」に対する変形に準ずる扱いとして「⺀」の字形が登録されており、「⺀」は「REPEAT」の部首名で登録されている。

## 主な字書での配列
- 説文解字540部：174番目（巻五上、32番目）
- 玉篇542部：338番目（巻二十一、26番目）
- 五経文字160部：なし
- 龍龕手鑑242部：なし
- 四声篇海444部：134番目（巻五、3番目）
- 康熙字典214部：3番目（1画、3番目）

## 通称
- 日本：てん・ちょぼ[1]
- 中国：点 (diǎn)
- 韓国：점주부 （点の丶部）
- 英米：Radical Dot

## 部首字
丶

### 字音
- 中古漢語
  - 広韻 - 知庾切
  - 詩韻 - 麌韻、上声
  - 三十六字母 - 知母
- 現代漢語
  - 普通話 - ピンイン：zhǔ 注音：ㄓㄨˇ ウェード式：chu3
  - 広東語 - Jyutping:zyu2
- 日本語 - 音：チュ（チウ）
- 朝鮮語 - 音：주(ju) 訓：불똥（bulttong、ともしび）

### 字義・字体
『説文解字』に収録されているものの、字として使われた例がなく、分類のために作字されたものである。「チュ」という音は「主」からとられたものである。

小篆

## 例字
𠁼・丸・丹・主・之・丼・𠂂・𠂄・𠂅